# Bølgeoptik
Bølgeoptik eller fysisk optik er en bredt anvendelig model for optik. Lys beskrives som lysbølger af elektromagnetisk stråling. Bølgeoptik kan fx forklare interferens og diffraktion, og den kan bruges til at udlede gitterligningen. Hvis lys kun rammer objekter, der er meget større end lysets bølgelængde, kan den simplere geometriske optik benyttes.